# Struvita-(K)
La struvita-(K) és un mineral de la classe dels fosfats que pertany al grup de la struvita.

## Característiques
La struvita-(K) és un fosfat de fórmula química KMg(PO₄)·6H₂O. Va ser aprovada com a espècie vàlida per l'Associació Mineralògica Internacional l'any 2003. Cristal·litza en el sistema ortoròmbic.

## Formació i jaciments
Va ser descrita a partir de mostres recollides en dos indrets: la mina Roßblei, situada a la vall d'Obertalbach (Estíria, Àustria), i a la pedrera Lengenbach, a la localitat de Fäld (Valais, Suïssa). Aquests dos indrets són els únics de tot el planeta on ha estat descrita aquesta espècie mineral.